# Chlorota limbaticollis
Chlorota limbaticollis är en skalbaggsart som beskrevs av Blanchard 1851. Chlorota limbaticollis ingår i släktet Chlorota och familjen Rutelidae. Utöver nominatformen finns också underarten C. l. cincticollis.